# Terry Southern
Terry Southern (Alvarado, 1 de maio de 1924 - Nova York, 29 de outubro de 1995) foi um influente escritor, ensaísta e roteirista norte-americano, famoso por seu estilo literário satírico.
Southern fez parte do movimento literário parisiense do pós-guerra na década de 1950 e acompanhou os escritores do movimento beat no Greenwich Village, em Nova York. Amigo de celebridades do cinema, do jet-set internacional e do rock britânico, esteve no epicentro da efervescência cultural e de costumes da Swinging London dos anos 60 e ajudou a mudar o estilo e a substância dos filmes norte-americanos dos anos 70.
Algumas de suas mais famosas colaborações em roteiros para o cinema foram as de Dr. Fantástico, com Stanley Kubrick, Sem Destino, com Dennis Hopper e Barbarella, com Roger Vadim. Amigo de roqueiros como os Rolling Stones e os Beatles, a figura de Southern ficou imortalizada ao sair de óculos escuros na capa de Sgt. Pepper's Lonely Hearts Club Band, o lendário disco de 1967 dos Beatles que traz o grupo e várias personalidades em sua capa.
Seu trabalho em Sem Destino ajudou a criar o movimento do chamado cinema independente norte-americano do anos 70, em oposição ao cinema tradicional de Hollywood.

## Biografia
Nascido em Alvarado, deixou a Universidade Metodista Meridional para servir no exército americano durante a Segunda Guerra Mundial, retornando ao pais para estudar na Universidade Northwestern, tendo se graduado em 1948.

### Paris (1948-52)
Partiu dos Estados Unidos em setembro de 1948, usando uma bolsa G.I. Bill para viajar por França, onde estudou na Faculté Des Lettres da Universidade de Paris (Sorbonne).

## Livros
- 1958 – Flash and Filigree
- 1958 – Candy (com Mason Hoffenberg)
- 1959 – The Magic Christian
- 1960 – Writers in Revolt (co-editor com Alexander Trocchi e Richard Seaver)
- 1965 – Journal of The Loved One (com fotografias de William Claxton)
- 1967 – Red-Dirt Marijuana and Other Tastes
- 1970 – Blue Movie
- 1992 – Texas Summer

## Roteiros/Guiões
- 1964 – Dr. Fantástico (com Stanley Kubrick e Peter George) (nomeado para o Óscar)
- 1965 – The Loved One (com Christopher Isherwood)
- 1965 – O Colecionador
- 1966 – A Mesa do Diabo
- 1967 – Barbarella
- 1968 – Sem Destino (nomeado para Óscar)
- 1969 – End of the Road
- 1969 – The Magic Christian
- 1975 – Stop Thief!
- 1980 - Randy: The Electric Lady com Philip D. Schuman
- 1986 – O Telefone (com Harry Nilsson)

### Aparições em filmes
- The Man Who Fell to Earth
- Cocksucker Blues